# Campeonato Brasileiro de Futsal
Die Campeonato Brasileiro de Futsal ist eine brasilianische Futsal-Meisterschaft. Sie wurde im Oktober 2023 vom brasilianischen Futsal-Verband (CBFS) gegründet.

## Geschichte
Ursprünglich hatte der Verband bereits 1996 einen entsprechenden Wettbewerb ins Leben gerufen, die Liga Nacional de Futsal. Bis 2014 wurde der Wettbewerb durch die LNF, als Ligaorganisation des CBFS, organisiert. In dem Jahr geriet der CBFS wegen Korruptions- und Veruntreuungsvorwürfen in eine Krise. Die LNF Klubs gründeten daraufhin eine unabhängige Ligaverwaltung, seine Teilnehmer konnten sich auch für internationale Turniere wie z. B. der Copa Libertadores qualifizieren. Der CBFS kümmerte sich seitdem um Nachwuchswettbewerbe oder kleinere Turniere.
Wettbewerbe, welcher der Verband 2025 ausrichten wird, sind:
- Regionale Meisterschaften
- Super Cup der Männer - 19. bis 23.02.
- Copa do Brasil der Männer - 10.03. bis 27.09.
- Supercup der Frauen - 12. bis 16.03.
- Brasilien Pokal U08 - 22 bis 29/03
- Brasilien Cup U09 - 05 bis 12/04
- Copa do Brasil der Frauen - 15.04. bis 31.08.
- U-17-Pokal Brasilien der Frauen - 26.04. bis 03.05.
- Brasilianische Meisterschaft - 30.04. bis 30.11.
- Brasilien Pokal U16 - 04 bis 10/05
- Brasilien Cup U10 - 17 bis 24/05
- Brasilien Pokal 2. Liga - 25. bis 31.05.
- Brasilien Pokal U11 - 25 bis 31/05
- Brasilien Pokal 1. Liga - 15. bis 21.06.
- Brasilien Special Cup - 22. bis 28.06.
- U15-Weltmeisterschaft Brasilien der Frauen - 06. bis 12.07.
- Brasilien Pokal U17 - 13 bis 19/07
- Brasilien Pokal U12 - 20 bis 26/07
- Brasilien Pokal U13 - 10 bis 16/08
- Brasilien Special Frauen Cup - 07 bis 13/09
- Brasilien Pokal U14 - 14 bis 20/09
- Brasilianische U17-Nationalmannschaft der Frauen - 20. bis 26.09.
- Brasilien Pokal U18 - 28.09. bis 04.10.
- Regionale Pokale - 07.10. bis 11.10.
- Brasilien Pokal U15 - 12 bis 18/10
- Regionalpokale - 27.10. bis 02.11.
- Brasilien Pokal U-20 2. Liga - 02 bis 08/11
- U13-Weltmeisterschaft Brasilien der Frauen - 03. bis 09.11.
- Brasilien Pokal U-20 1. Liga - 09 bis 15/11
- Brasilianische U15-Nationalmannschaften - 09 bis 15/11
- Brasilien Pokal U20 Spezial - 30.11. bis 06.12.
- Konfrontation im Regionalpokal - 11. bis 13.12.

Bis 2021 hatte der nationale Fußballverband, die Confederação Brasileira de Futebol (CBF), die Verantwortung für den Futsal dem CBFS überlassen, obwohl die FIFA-Statuten etwas anderes vorsahen. In dem Jahr wollte der CBF auch die Kontrolle über den Futsal übernehmen, nahm aber nach kurzer Zeit wieder Abstand davon, nachdem die hohe Verschuldung des CBFS festgestellt wurde. Der CBF kümmert sich seitdem ausschließlich um die Brasilianische Futsalnationalmannschaft.
Nachdem der CBFS und die LNF begannen, in Streitigkeiten zu Schiedsrichterfragen, Sportgerichte anzurufen, drohte der CBF damit die FIFA-Akkreditierungen der Schiedsrichter zu widerrufen, falls es zu keiner Lösung kommen sollte. Der CBFS gründete daraufhin 2023 seine eigene Liga, welche 2024 in ihre erste Saison startete. Mit der Vermarktung beauftragte sie das Unternehmen SportHub.
Da der CBFS der offizielle nationale Futsalverband ist, können sich künftig nur seine Mitglieder für internationale Klubwettbewerbe qualifizieren.
Erster Meister wurde im Dezember 2024 der Fortaleza EC.

## Gründungsmitglieder
Für die erste Saison meldeten sich 20 Klubs an. Dabei gelang es dem Verband einige Klubs zur Teilnahme zu bewegen, welche auch in den Fußballmeisterschaften aktiv sind.
- América FC (RN)
- América Mineiro
- Apodi Futsal
- Ceará SC
- ACEL Chopinzinho
- Clube de Regatas Brasil
- Associação Concordiense de Futsal
- Costa Rica EC
- Cruzeiro EC
- Estrela do Norte EC
- Fortaleza EC
- Náutico Capibaribe
- Associação Passo Fundo Futsal
- Sampaio Corrêa FC
- AD Sapezalense
- CS Sergipe
- Associação Sorriso de Futsal
- Sport Recife
- CR Vasco da Gama
- Yeesco Futsal

## Finalspiele
| Saison | Meister      | Ergebnis | Finalist     | 3. Platz      | 4. Platz     | Teilnehmer | Spiele | Tore |
| ------ | ------------ | -------- | ------------ | ------------- | ------------ | ---------- | ------ | ---- |
| 2024   | Fortaleza EC | 3:3 3:2  | Apodi Futsal | Yeesco Futsal | Sport Recife | 20         | 120    | 599  |

## Statistik

### Verein
| Rang | Verein       | Titel    | Zweiter  |
| ---- | ------------ | -------- | -------- |
| 1    | Fortaleza EC | 1 (2024) | -        |
| 2    | Apodi Futsal | -        | 1 (2024) |

### Bundesstaat
| Rang | Bundesstaat         | Titel | Zweiter |
| ---- | ------------------- | ----- | ------- |
| 1    | Ceará               | 1     | -       |
| 2    | Rio Grande do Norte | -     | 1       |